# Mostek (district d'Ústí nad Orlicí)
Pour les articles homonymes, voir Mostek.
Mostek (en allemand : Mostek) est une commune du district d'Ústí nad Orlicí, dans la région de Pardubice, en Tchéquie. Sa population s'élevait à 272 habitants en 2024.

## Géographie
Mostek est arrosée par la Tichá Orlice, un affluent l'Orlice, et se trouve à 3 km au sud-est de Brandýs nad Orlicí, à 7 km à l'ouest-nord-ouest d'Ústí nad Orlicí, à 39 km à l'est de Pardubice et à 135 km à l'est de Prague.
La commune est limitée par Nasavrky au nord, par Podlesí au nord-est, par Brandýs nad Orlicí au sud-est et au sud, et par Zářecká Lhota au sud-ouest.

## Histoire
La première mention écrite de la localité date de 1227.

## Administration
La commune se compose de deux sections :
- Mostek
- Sudličkova Lhota

## Galerie

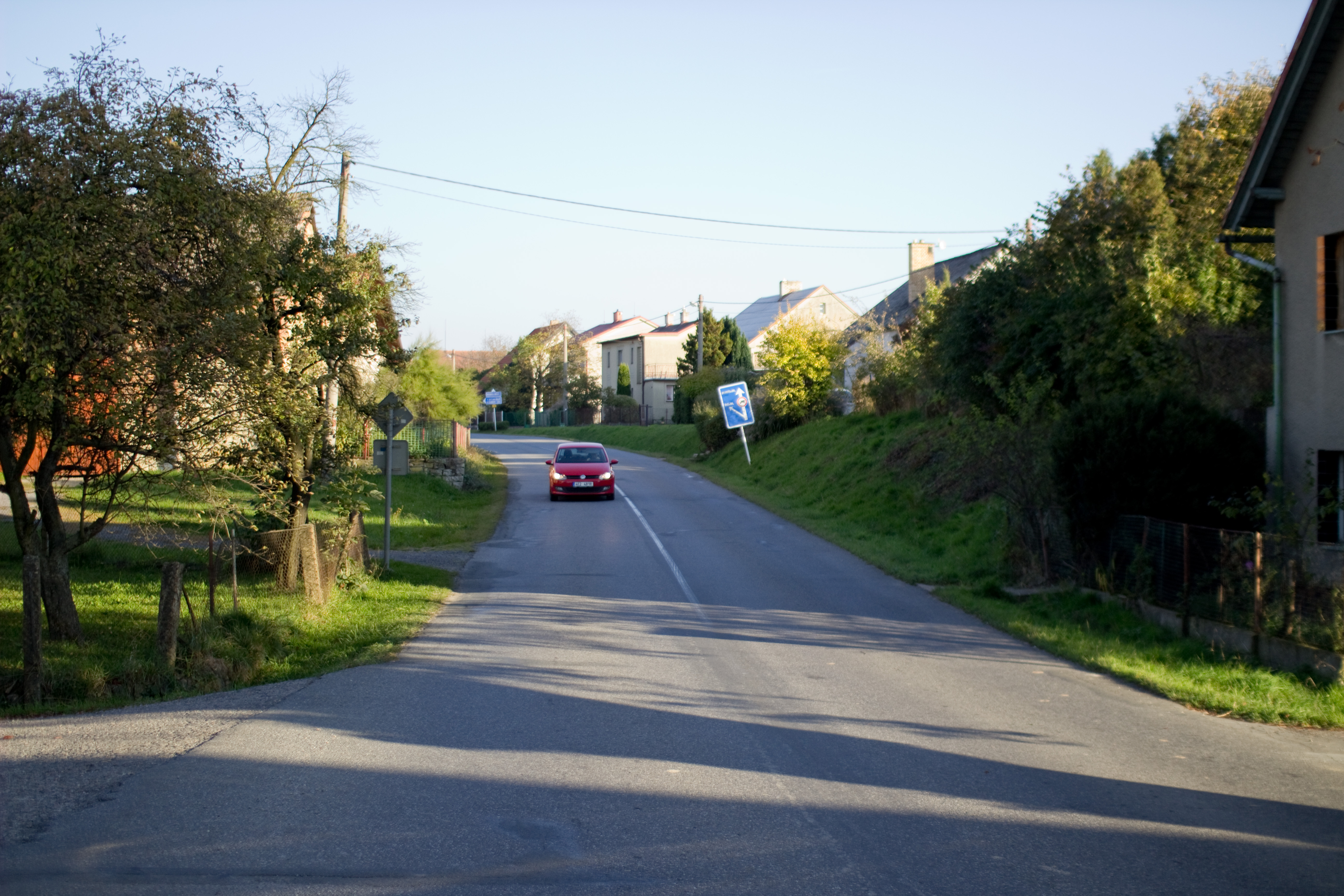
Rue de Mostek.
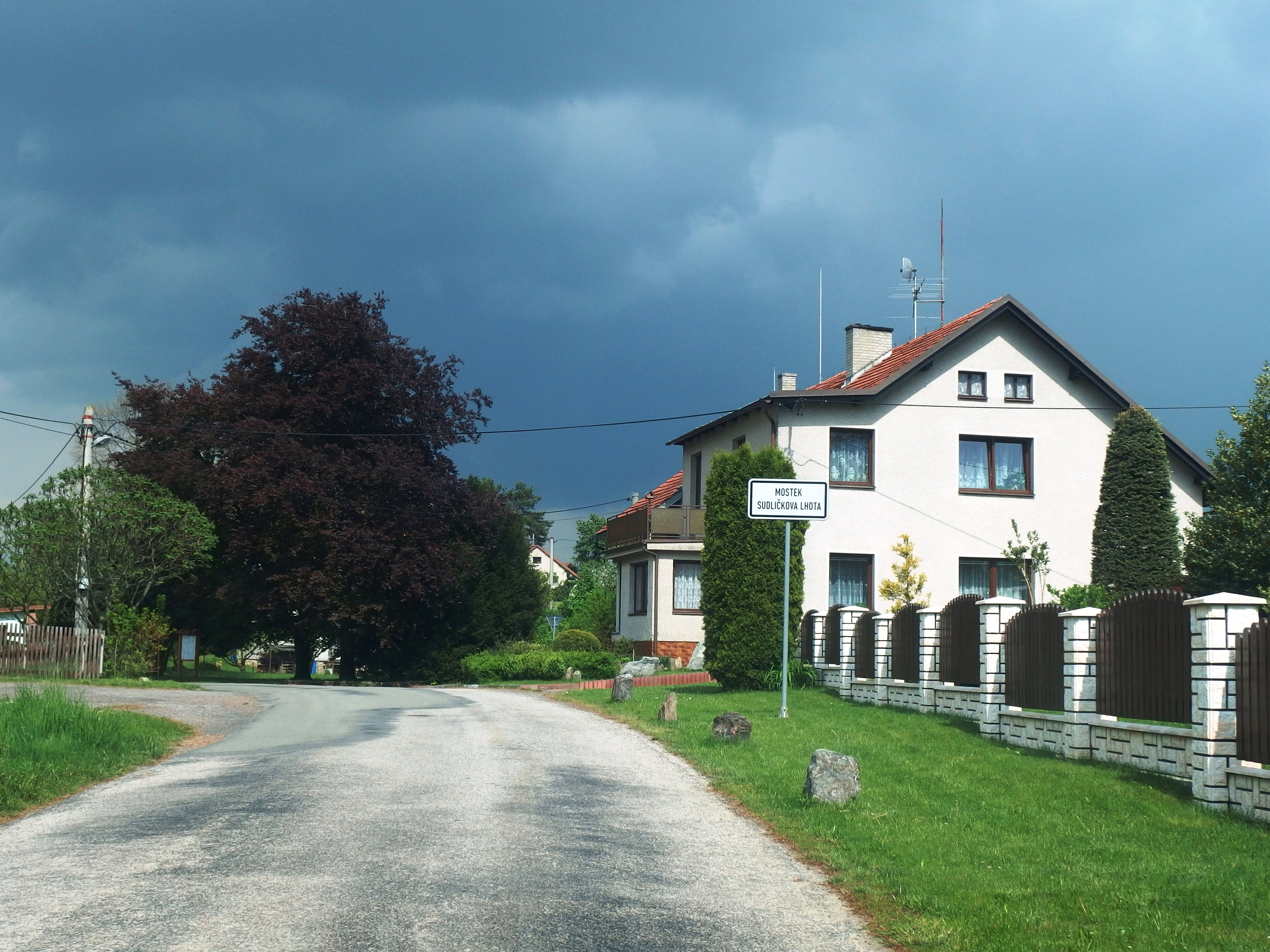
Sudličkova Lhota.

## Transports
Par la route, Mostek trouve à 4,5 km de Choceň, à 15 km d'Ústí nad Orlicí, à 46 km de Pardubice et à 155 km de Prague. 